# Грушівська сільська рада (Апостолівський район)
| Грýшівська сільськá рáда — колишній орган місцевого самоврядування у Апостолівському районі Дніпропетровської області з адміністративним центром у c. Грушівка. Сільській раді були підпорядковані населені пункти: - c. Грушівка - с-ще Гранітне - с. Усть-Кам'янка |

## Склад ради
Рада складалася з 20 депутатів та голови.

## Керівний склад сільської ради
| ПІБ                            | Основні відомості                                   | Дата обрання | Дата звільнення |
| ------------------------------ | --------------------------------------------------- | ------------ | --------------- |
| Конюшенко Володимир Іванович   | Сільський голова, 1966 року народження, освіта      | 26.03.2006   | 31.10.2010      |
| Мариненко Сергій Володимирович | Сільський голова, 1975 року народження, освіта вища | 31.10.2010   |                 |

Примітка: таблиця складена за даними джерела

## Населення
Згідно з переписом УРСР 1989 року чисельність наявного населення сільської ради становила 5605 осіб, з яких 2593 чоловіки та 3012 жінок.
За переписом населення України 2001 року в сільській раді мешкало 4989 осіб.

### Мова
Розподіл населення за рідною мовою за даними перепису 2001 року:
| Мова       | Відсоток |
| ---------- | -------- |
| українська | 92,32 %  |
| російська  | 6,50 %   |
| білоруська | 0,42 %   |
| вірменська | 0,38 %   |
| польська   | 0,04 %   |
| угорська   | 0,04 %   |
| молдовська | 0,02 %   |
| інші       | 0,28 %   |